# Cyrtandra nodulosa
Cyrtandra nodulosa är en tvåhjärtbladig växtart som beskrevs av Rudolf Schlechter. Cyrtandra nodulosa ingår i släktet Cyrtandra och familjen Gesneriaceae. Inga underarter finns listade i Catalogue of Life.